# 태초에

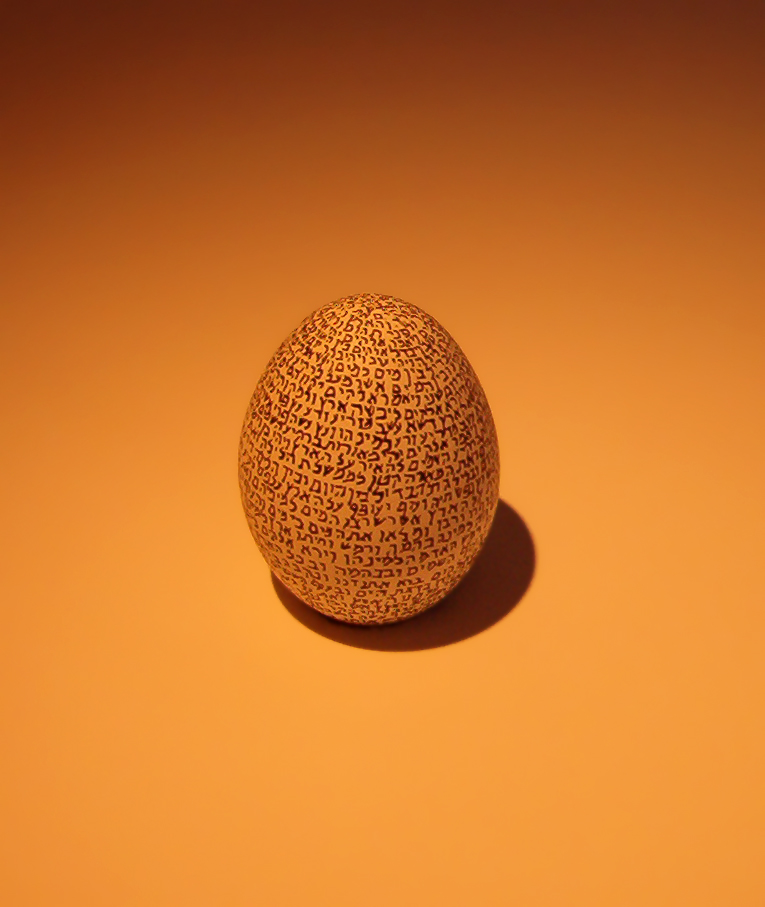
예루살렘 박물관에 있는 달걀에 쓰여진 베레시트(Bereshit), 즉 창세기의 첫 장

태초에(In the beginning, 번역에 따라 처음에)는 창세기 1:1에서 사용된 성서 히브리어의 시작 구절 또는 시작 부분인 "bereshit"의 전통적인 번역이다. 신약성경 요한복음 1장 1절에서 "Arche"라는 단어는 같은 구절로 영어로 번역되었다.

## 어원
히브리어 성경에서 bǝrēʾšît(בְּרֵאשִׁית)의 의태어 번역은 '태초에'이다. 이 단어는 bǝ(전치사 접미사)와 rēʾšît(명사)의 두 부분으로 구성되어 있다. 결과적으로 이는 소유격구의 일부를 형성하여 이 단어의 언어학적 및 주해적 번역은 '태초에...'가 된다. 더 정확하게는, "태초에"를 의미하는 히브리어, 소유격이 아닌 구절은 "barēʾšît"이다.
창세기 1장 1절의 처음 세 단어에 대한 더 기능적인 영어 번역은 "하나님이 창조를 시작하셨을 때..."이다.
"태초에"라는 단어의 전통적인 번역은 정확하지 않을 수 있다. "태초에"라는 전통적인 번역에도 불구하고 역사적으로 그렇게 읽히지 않았을 가능성에 대한 논쟁이 있다. 콜레주 드 프랑스의 행정가이자 신학 교수인 토마스 뢰머는 마소라 학자들에 따르면, 기록된 전통에서 bǝrēʾšît는 다른 가능한 것들 중 "시작"일 뿐, 절대적인 "시작"은 아니라고 말한다.
요한복음 1장 1절에 사용된 원래 단어는 아르케(고대 그리스어: ἀρχή)이다.

## 용법
히브리어 성경은 창세기 1장 1절과 예레미야 26장 1절, 27장 1절, 28장 1절, 49장 34절에서 bǝrēʾšît라는 단어를 다섯 번 사용한다. 예레미야서에 나오는 모든 용례는 여러 왕들의 통치가 시작되었음을 가리키며, "~의 통치가 시작될 때에..."로 번역된다.
킹 제임스 성경은 요한복음 1장 1절을 "태초에 말씀이 계셨다"로 번역한다.